# صلوات الساعات

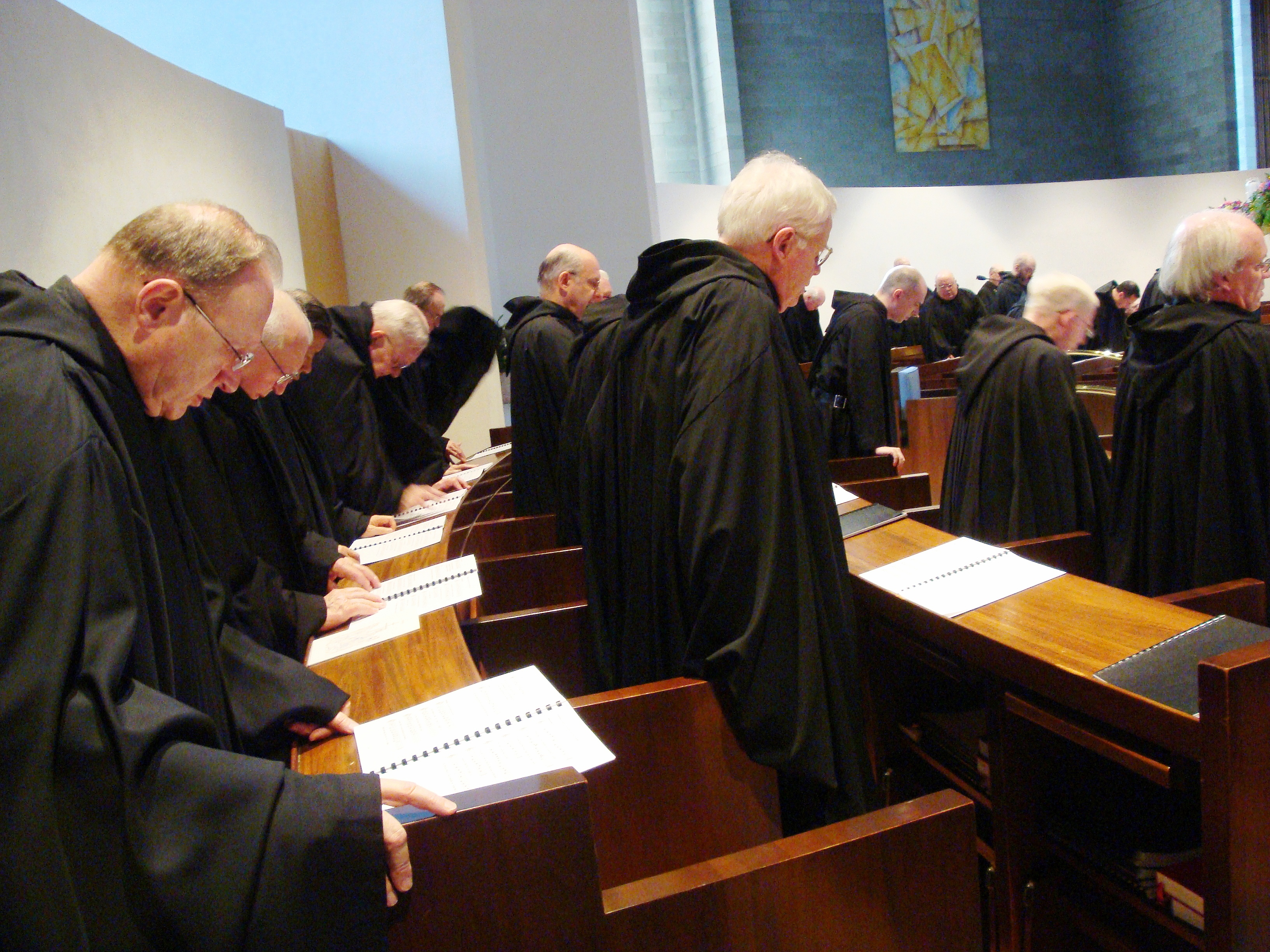
رهبان من الرهبنة البندكتية يصلون صلاة الغروب في سبت النور.

صلوات الساعات أو ليتورجيا الساعات (باللاتينية: Liturgia Horarum؛ باليونانية: Ὡρολόγιον) هي سبع صلوات في اليوم مقتبسة من التراث اليهودي المسيحي، وهذه المجموعة من الصلوات المعتمدة من قِبل الكنيسة الكاثوليكية تتلى من قبل الكهنة والرهبان والشمامسة والعلمانيين الكاثوليك. تتألف الصلوات من ترانيم وكذلك قراءة نصوص مختلفة من الكتاب المقدس، فضلًا عن مزامير آل داود، جنبًا إلى جنب مع القداس تشكل صلوات الساعات جزء من حياة الصلاة والعبادات العامّة في الكنيسة. تعتبر فرضًا على الرهبان، وخيارًا بالنسبة للباقي.
شكلت صلوات الساعات جنبًا إلى جنب القداس الإلهي جزءًا من العبادة العامة في الكنيسة من أقدم العصور. وهي موجودة في التراث والتقاليد المسيحية الشرقية والغربية (صلوات الساعات موجودة في الكنيسة الكاثوليكية، الأرثوذكسية الشرقية، الأرثوذكسية المشرقية، الكنيسة الأنجليكانية، واللوثرية).
تستخدم الأجبية أو صلوات الساعات كعبادة عامة وهي تحتوي على سبع صلوات تُقال على مدار اليوم. وقد تم ترتيب ساعات الصلوات زمنيًا، وكل منها فكرته عبارة عن جزء من حياة يسوع على الأرض وفقًا للتقاليد المسيحية. وتبدأ الصلوات من الفجر وحتى الغروب.